# باغ اعتمادیه
باغ اعتمادیه مربوط به دوره قاجار است و در همدان، اعتمادیه، مجاور باغ آمریکاییها واقع شده و این اثر در تاریخ ۵ آذر ۱۳۸۰ با شمارهٔ ثبت ۴۴۸۱ به‌عنوان یکی از آثار ملی ایران به ثبت رسیده است.